# Iglesia de San Josafat
La Iglesia de San Josafat es una iglesia católica ubicada en 715 East Canfield Street en Detroit, Míchigan. Fue incluido en el Registro Nacional de Lugares Históricos en 1982 y designado Sitio Histórico del Estado de Míchigan en 1985. Desde 2013, ha sido una de las dos iglesias que componen la Parroquia Madre de la Divina Misericordia.

## Historia
A finales del siglo XIX la comunidad polaca había superado la capacidad de la Iglesia de San Alberto, lo que llevó a la construcción de la de San Josafat el 1 de junio de 1899 para servir a la floreciente comunidad. Esta lleva el nombre de Josafat Kuncewicz, un sacerdote greco-católico, que se convirtió en arzobispo de Polotsk, Polonia (ahora Bielorrusia) en 1617. Fue martirizado en 1623 y canonizado en 1867, por lo que es probable que esta parroquia, fundada solo 22 años después, fuera de las primeras en llevar su nombre.

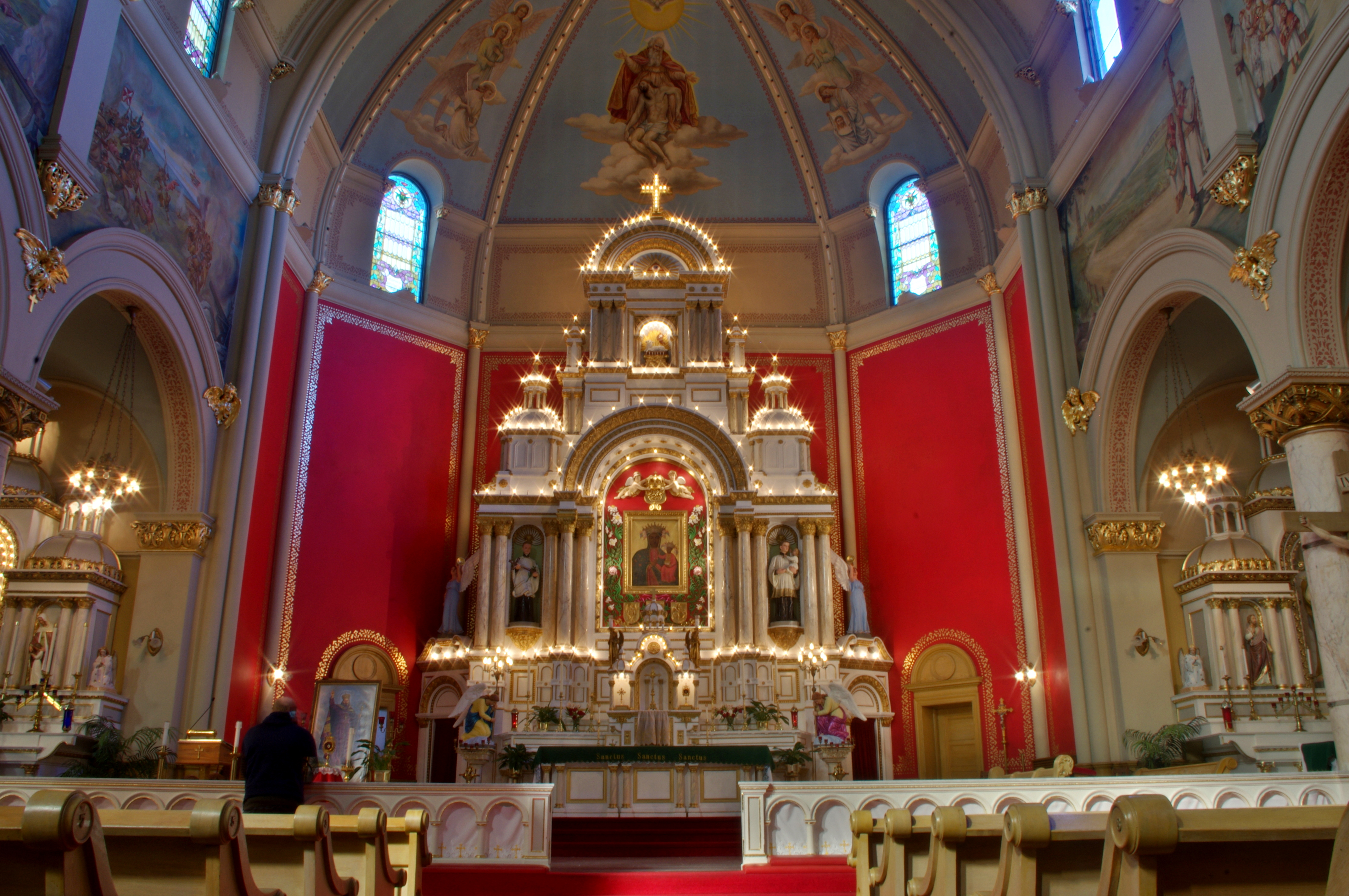
Retablo y altar mayor.

La iglesia estaba ubicada en Canfield, no muy al oeste de la Iglesia del Corazón Dulcísimo de María. Es posible que la elección de la ubicación tuviera la intención de competir con aquella, que en ese momento era una iglesia católica polaca no autorizada por la diócesis. El 2 de febrero de 1890, los feligreses dedicaron el primer edificio de San Josafat, una combinación de iglesia y escuela
Sin embargo, en la próxima década, la iglesia creció a más de 1,000 familias bajo el liderazgo del Padre Razadkowski. En respuesta, Razadkowski recaudó fondos para construir la iglesia actual. La estructura se inauguró en 1901, junto con una rectoría y la casa del conserje. Se construyó una escuela en la década de 1920.
Para 1960, la comunidad polaca que alguna vez asistió a la iglesia se había dispersado a los suburbios. La escuela fue cerrada y demolida, y St. Josaphat luchó con la membresía menguante y el mantenimiento de la iglesia envejecida. Sin embargo, la parroquia inició un programa de rehabilitación de edificios y continúa sirviendo a la comunidad polaca.
En 2004, San Josafat se convirtió en el hogar de las primeras celebraciones regulares de la misa tridentina en latín de la Arquidiócesis de Detroit desde las reformas litúrgicas posteriores al Concilio Vaticano II. Esto cesó en 2016, cuando se confió la responsabilidad de este servicio al Instituto de Cristo Rey Sumo Sacerdote de la iglesia de San José.

## Arquitectura

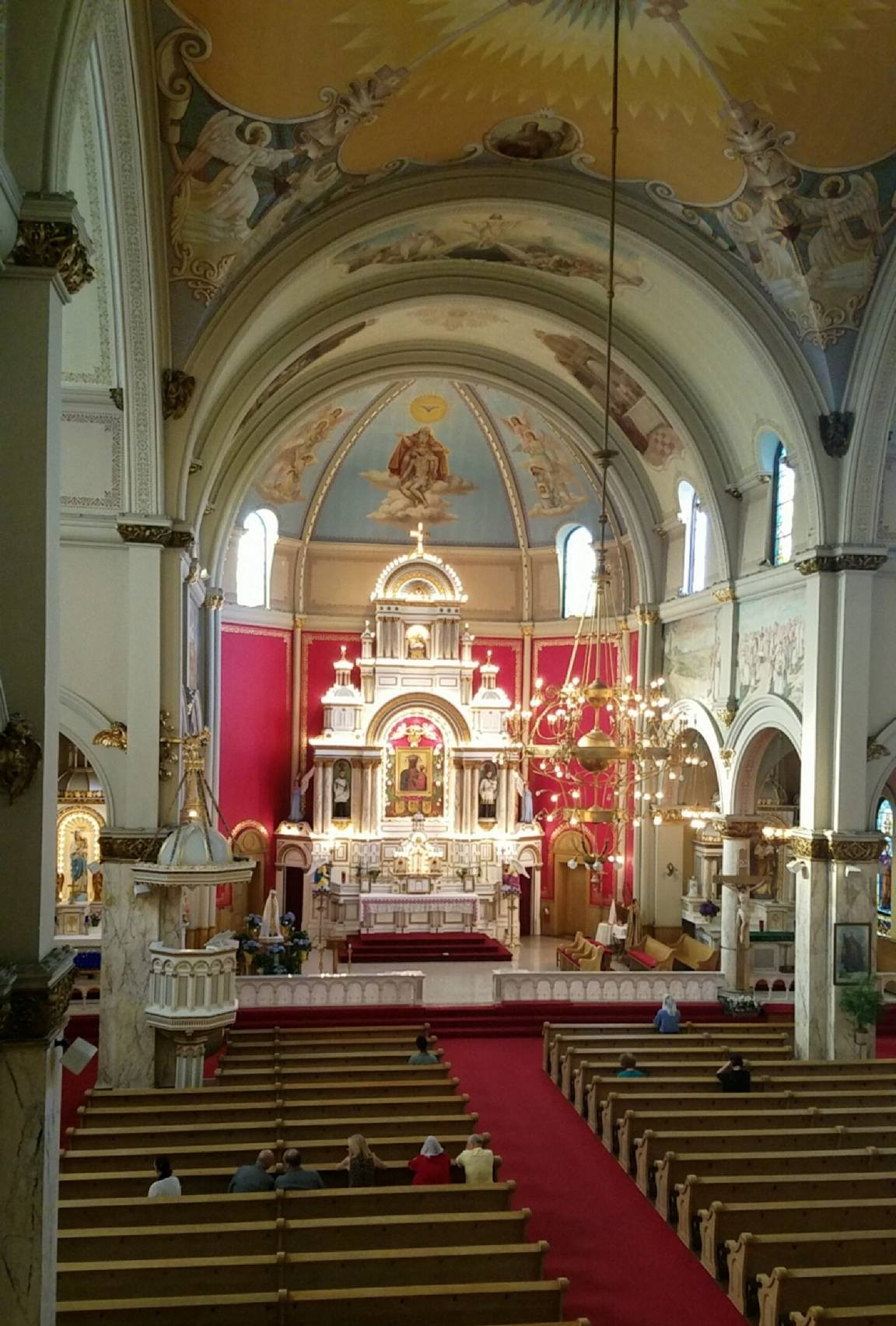
La nave de San Josafat, vista desde el desván del coro.

La iglesia de estilo neorrománico victoriano y neogótico fue diseñada por Joseph G. Kastler y William E. N. Hunter. Fue construido por los hermanos Jermolowicz y los carpinteros locales, Harcus y Lang. La iglesia mide 40 m por 17 m, con un techo de 20 m y una capacidad para 1.100 asientos. El campanario principal tiene 61 m de altura, mientras que los dos lados los campanarios miden 30 m cada uno.
El exterior de la iglesia está construido con ladrillos rojos y naranjas, profusamente adornado con piedra caliza de color beige Bedford Indiana. Las vidrieras, que representan a María y José y los doce apóstoles, fueron realizadas por Detroit Stained Glass Works.
El interior de la iglesia contiene cinco altares. En el altar principal hay una pintura de San Josafat, vestido con las vestimentas de un obispo de rito oriental. Los altares laterales están dedicados a la Virgen María y San José, y en el crucero de la iglesia hay altares dedicados a los Santos Antonio de Padua y Francisco de Asís. La carpintería de la iglesia está hecha de roble blanco y hay una extensa colección de murales en las paredes.

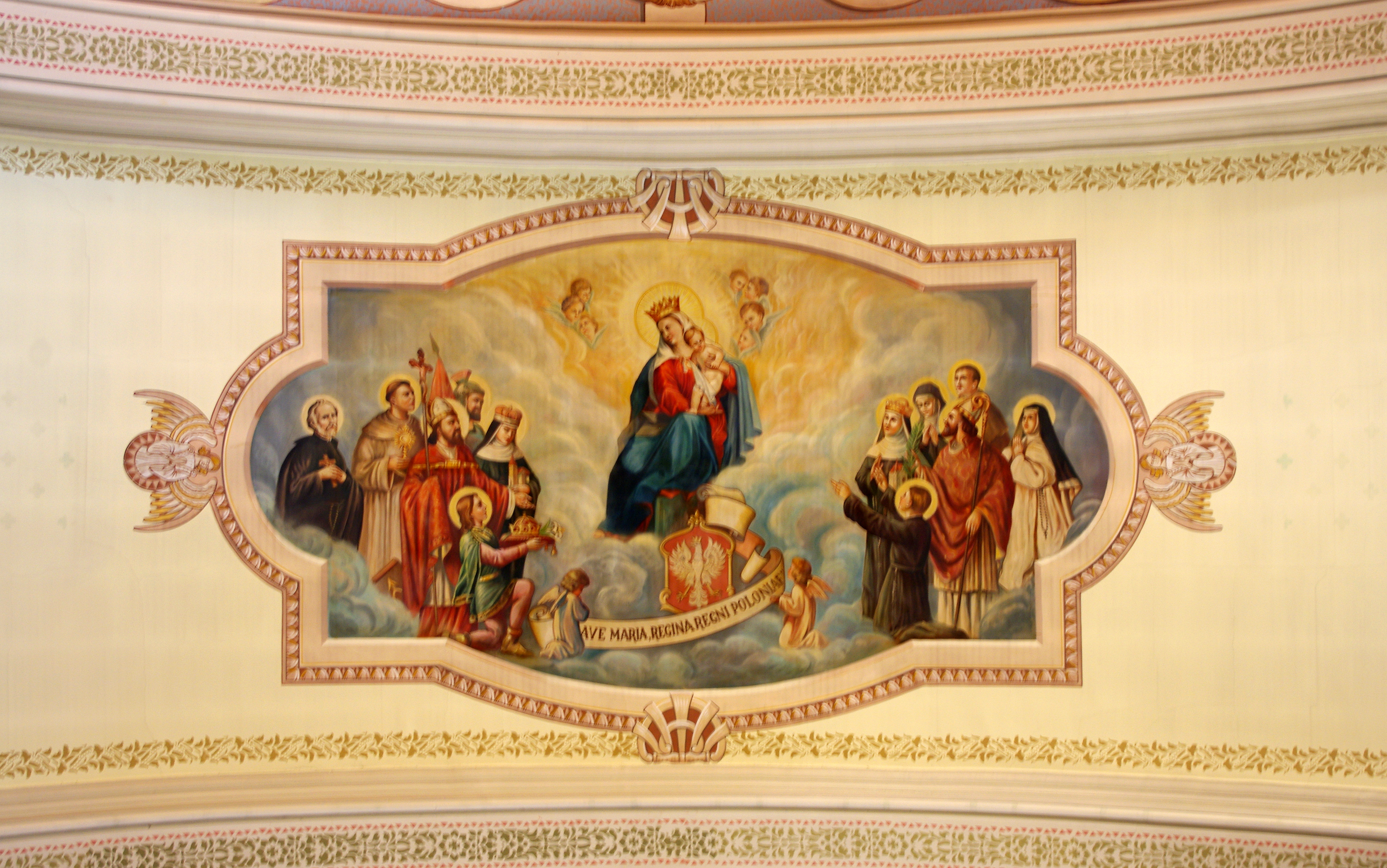
Mural de techo de Nuestra Señora, Reina de Polonia.

La iglesia se colocó en el Registro Nacional de Lugares Históricos en 1982 y recibió el reconocimiento histórico de la ciudad de Detroit en 1983, y como un Sitio Histórico del Estado de Míchigan del estado de Míchigan en 1985.
El 19 de junio de 2013, un decreto de su excelencia Allen H. Vigneron, arzobispo de Detroit, creó la nueva parroquia Madre de la Divina Misericordia de las parroquias agrupadas de San Josafat, el Corazón Dulcísimo de María y San José. La Iglesia de San José se separó de la Parroquia Madre de la Divina Misericordia en octubre de 2016 para formar el Oratorio de San José.
A partir del 1 de julio de 2013, el p. Gregory Tokarski se convirtió en el nuevo párroco de la parroquia.
En noviembre de 2013, la aguja principal sufrió daños estructurales durante una tormenta de invierno. Debido a que la congregación no tenía los fondos para hacer las reparaciones necesarias, anunció el 19 de noviembre de 2013 que la aguja sería demolida y reemplazada por un techo pequeño.